# Meredith Monroe
Meredith Leigh Monroe (Houston, 30 dicembre 1969) è un'attrice statunitense.

## Biografia
È nata a Houston ma ha trascorso gran parte della sua infanzia a Hindsale, nell'Illinois. Ha avuto un'infanzia movimentata, quando aveva due anni ha dovuto assistere alla separazione dei suoi genitori che, successivamente, l'hanno costretta a una vita nomade spostandola di casa in casa. Principalmente ha vissuto con la madre Judith ma, secondo un accordo legale prestabilito, per le vacanze, doveva essere affidata al padre Jerod, manager di una compagnia di personal computer, il quale era costretto con la figlia a fare continui e lunghi trasferimenti dal Texas (dove è nata la ragazza) in Florida. È sposata dall'agosto del 1999 con Steve Kavovit.
Ha cominciato a lavorare molto giovane, anche se inizialmente il suo sogno era quello di fare la modella, sogno che comunque realizzò in parte perché per i primi anni fece delle apparizioni in spot pubblicitari. Il passaggio dagli spot alla tv fu immediato e cominciò ad essere ingaggiata per film TV e, successivamente, per film per il cinema.
È nota per aver recitato in Dawson's Creek nella parte di Andie McPhee dalla seconda alla quarta stagione.
Nel 2002 ottiene un ruolo in Minority Report e nel 2005 partecipa al film Vampires 3. Nel 2004 ha partecipato come guest star nella dodicesima puntata della prima stagione di Dr. House - Medical Division, nel ruolo di Lola, la compagna del giocatore di baseball Hank Wiggen.
Nel 2006 è diretta da John Landis nell'episodio numero due della seconda stagione di Masters of Horror. Tra il 2009-2010 recita in Criminal Minds.
Il 2011 la vede tra i protagonisti del film Transformers 3.

## Curiosità
- È stata inclusa nell'ultima puntata speciale della serie Dawson's Creek, ma nella versione italiana queste scene sono state tagliate dal montaggio.

## Filmografia

### Cinema
- Norville and Trudy, regia di Dianah Wynter (1997)
- Strong Island Boys, regia di Mark Schiffer (1997)
- Fallen Arches, regia di Ron Cosentino (1998)
- The Year That Trembled, regia di Jay Craven (2002)
- Vizi mortali (New Best Friend), regia di Zoe Clarke-Williams (2002)
- Minority Report, regia di Steven Spielberg (2002)
- Full Ride, regia di Mark Hoeger (2002)
- Manhood, regia di Bobby Roth (2003)
- Shadow Man, regia di David Benullo (2004) - Cortometraggio
- Vampires 3, regia di Marty Weiss (2005)
- bgFATLdy, regia di Adam Pertofsky (2008)
- Wake, regia di Ellie Kanner (2009)
- 17 anni (e come uscirne vivi) (The Edge of Seventeen), regia di Kelly Fremon Craig (2016)

### Televisione
- Dangerous Minds – serie TV, episodio 1x14 (1997)
- Jenny – serie TV, episodio 1x02 (1997)
- La squadra del cuore (Hang Time) – serie TV, episodio 3x10 (1997)
- Terra promessa (Promised Land) – serie TV, episodio 2x04 (1997)
- Dawson's Creek – serie TV, 69 episodi (1998-2003)
- I magnifici sette (The Magnificent Seven) – serie TV, episodio 1x07 (1998)
- Players – serie TV, episodio 1x17 (1998)
- Cracker – serie TV, episodio 1x14 (1999)
- Beyond the Prairie: The True Story of Laura Ingalls Wilder, regia di Marcus Cole - film TV (2000)
- Beyond the Prairie, Part 2: The True Story of Laura Ingalls Wilder, regia di Marcus Cole - film TV (2002)
- The Division – serie TV, episodio 2x12 (2002)
- 111 Gramercy Park, regia di Bill D'Elia - film TV (2003)
- The One, regia di Ron Lagomarsino - film TV (2003)
- Mister Sterling – serie TV, episodio 1x07 (2003)
- Joan of Arcadia – serie TV, episodio 1x16 (2004)
- CSI Miami – serie TV, episodio 3x03 (2004)
- Kevin Hill – serie TV, episodio 1x06 (2004)
- Dr. House - Medical Division (House, M.D.) – serie TV, episodio 1x12 (2004)
- Fathers and Sons, regia di Rodrigo García, Jared Rappaport e Rob Spera - film TV (2005)
- Cold Case - Delitti irrisolti – serie TV, episodio 3x09 (2005)
- Criminal Minds – serie TV, 15 episodi (2005-2013)
- A casa di Fran (Living with Fran) – serie TV, episodio 2x10 (2006)
- CSI: scena del crimine (CSI: Crime Scene Investigation) – serie TV, episodio 7x05 (2006)
- Masters of Horror – serie TV, episodio 2x02 (2006)
- Ombre del passato (Not My Life), regia di John Terlesky - film TV (2006)
- Bones – serie TV, episodio 2x14 (2007)
- Crossing Jordan – serie TV, episodio 6x10 (2007)
- Shark - Giustizia a tutti i costi (Shark) – serie TV, episodio 2x07 (2007)
- Moonlight - serie TV, episodio 1x12 (2008)
- Californication – serie TV, episodio 2x05 (2008)
- Private Practice – serie TV, episodio 2x09 (2008)
- Avvocati a New York (Raising the Bar) – serie TV, episodio 2x01 (2009)
- The Mentalist – serie TV, episodio 2x07 (2009)
- Tornado Valley, regia di Andrew C. Erin - film TV (2009)
- Sola contro tutti (Nowhere to Hide), regia di John Murlowski - film TV (2009)
- The Deep End – serie TV, episodio 1x01 (2010)
- Psych – serie TV, episodio 5x08 (2010)
- NCIS - Unità anticrimine (NCIS) – serie TV, episodio 8x06 (2010)
- The Closer – serie TV, episodio 7x04 (2011)
- Hawaii Five-0 – serie TV, episodio 2x05 (2011)
- Un uomo quasi perfetto (The Husband She Met Online), regia di Curtis Crawford - film TV (2013)
- Hart of Dixie – serie TV, episodi 1x10-4x06-4x07 (2011-2015)
- CSI: NY – serie TV, episodio 9x05 (2012)
- Drop Dead Diva – serie TV, episodio 5x09 (2013)
- Castle – serie TV, episodio 7x19 (2015)
- Tredici (13 Reasons Why) – serie TV, 10 episodi (2018-2020)
- SWAT - serie TV, episodio 2x11 (2019)

## Doppiatrici italiane
Nelle versioni in italiano delle opere in cui ha recitato, Meredith Monroe è stata doppiata da:
- Antonella Baldini in Cold Case - Delitti irrisolti, S.W.A.T.
- Barbara De Bortoli in Dawson's Creek
- Alessandra Korompay in Hart of Dixie
- Cinzia De Carolis in CSI: Miami
- Chiara Colizzi in Dr. House - Medical Division
- Laura Lenghi in Criminal Minds
- Francesca Fiorentini in The Closer
- Miriam Spera in Castle
- Cristiana Rossi Tredici (st.2)
- Stefania Patruno in Tredici (st.3)
- Cinzia Massironi in Tredici (st.4)